# Eugenio Palermiti
Eugenio Palermiti (Bari, 1955) è un criminale italiano, membro della criminalità barese e uno dei boss, insieme a Savino Parisi, del potente clan Parisi-Palermiti.

## Storia
Eugeni Palermiti, detto «il nonno» (U 'Nonn), è un noto esponente del crimine organizzato della città di Bari. È considerato da decenni una delle figure di spicco del clan Parisi, e, pur essendo stato il braccio destro di Savinuccio Parisi, ha progressivamente consolidato il suo potere, diventando un protagonista centrale nel panorama criminale locale.
Palermiti è noto per il suo coinvolgimento in numerose attività illecite, tra cui il traffico di stupefacenti e il racket delle estorsioni. La sua influenza si estende su una vasta rete di attività economiche legittime e illegittime, tra cui ristoranti, agenzie e altre imprese, che fungono da facciata per il suo patrimonio derivante da affari illeciti. È anche noto per la sua brutalità, con atti di violenza come quando è stato il mandante della gambizzazione di Teodoro Greco nel 2013, un episodio che ha messo in luce il suo modus operandi spietato.
Palermiti ha utilizzato il suo potere per intimidire e perseguitare diversi collaboratori di giustizia e le loro famiglie, cercando di ottenere la ritrattazione delle loro dichiarazioni. La sua figura è contrastata rispetto a quella del suo ex capo, Savinuccio Parisi, che era considerato un stratega più sottile e meno violento. Eugenio Palermiti, invece, è descritto come una figura più rozza e violenta, con una presenza ingombrante nella comunità.
Nel 2007, Palermiti è stato coinvolto in una vasta operazione antimafia, denominata «Five», che ha portato all'arresto di quattordici membri del suo clan. L'operazione, condotta dai Carabinieri del Comando Provinciale di Bari, ha rivelato l'ampio traffico di droga gestito dal suo clan. L'organizzazione era specializzata nell'importazione e distribuzione di cocaina e ecstasy provenienti principalmente dal Sud America (Colombia e Venezuela) e da paesi europei (Spagna e Paesi Bassi). La droga veniva trasportata su tir e smistata per la vendita al dettaglio a Bari e in tutta la provincia. Il clan di Palermiti, pur mantenendo una struttura militarizzata e discreta, era attivamente coinvolto in operazioni internazionali di traffico di stupefacenti, dimostrando un controllo significativo nel mercato della droga. Le indagini hanno documentato anche le dinamiche violente del clan, come l'ingaggio di Palermiti in un combattimento con un pitbull per dimostrare il suo coraggio, e una trattativa per l'importazione di un centinaio di chili di cocaina, con l'invio di un affiliato come «ostaggio» per garantire la sicurezza dell'accordo. L'operazione ha portato anche al sequestro di beni immobili per un valore di 10 milioni di euro, confermando l'estensione delle attività illecite del clan e la sua influenza sul traffico di droga nella regione.
Nel 2010, Alessandro De Fronzo, il suo principale referente nella gestione del narcotraffico, è stato arrestato a Barcellona in Spagna.
Nonostante i guadagni illeciti derivanti dalle sue attività, Palermiti ha cercato di sottrarsi al fisco, dichiarando redditi molto bassi, nonostante il suo vasto patrimonio. Nel 2022, il Tribunale di Bari ha sequestrato beni per un valore di un milione di euro a suo nome.
Nel 2022, il figlio di Eugenio Palermiti, Giovanni, è stato condannato all’ergastolo in primo grado per l’omicidio di Walter Rafaschieri, ucciso nel 2018 nel quartiere Carbonara di Bari. Giovanni era considerato una figura promissoria nel panorama criminoso di Bari, con un ruolo crescente all'interno della criminalità organizzata.
Nel febbraio 2024 Eugenio Palermiti è stato arrestato dalla squadra mobile di Bari, in esecuzione di un'ordinanza di custodia cautelare emessa dal Gip del Tribunale di Bari, su richiesta della Direzione Distrettuale Antimafia. Il capo clan del quartiere Japigia è stato accusato di numerosi reati, tra cui il tentato omicidio di Teodoro Greco, avvenuto nel 2013, e di atti persecutori e violenza privata nei confronti di aspiranti collaboratori di giustizia tra il 2021 e il 2022. L'arresto è il risultato di un'intensa indagine delle autorità locali e segna un'importante fase nel contrasto alla criminalità organizzata della città di Bari.